# 与謝野町
与謝野町（よさのちょう）は、京都府の丹後半島の付け根にある町。与謝郡に属する。

## 地理

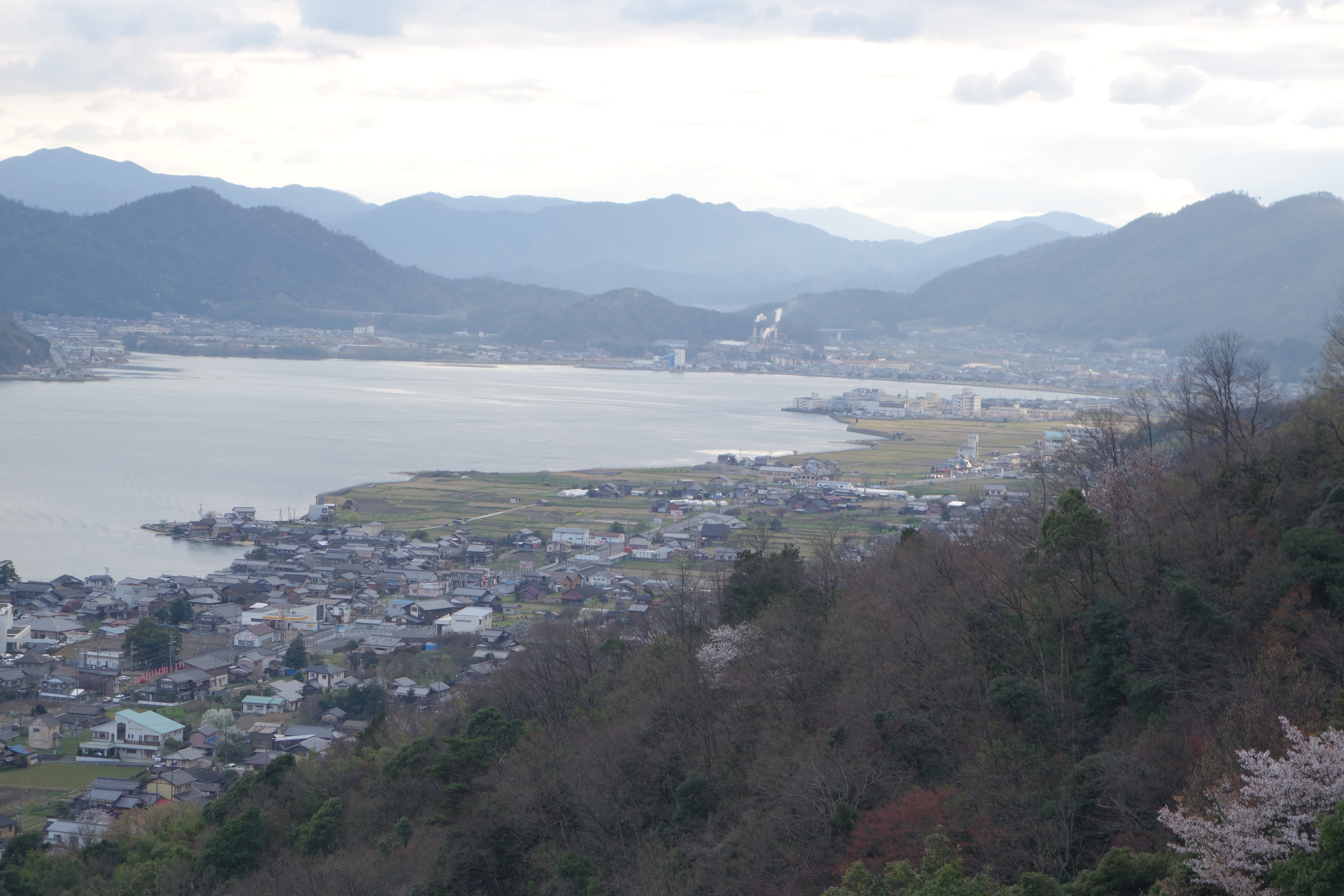
傘松公園から見た阿蘇海と与謝野町。

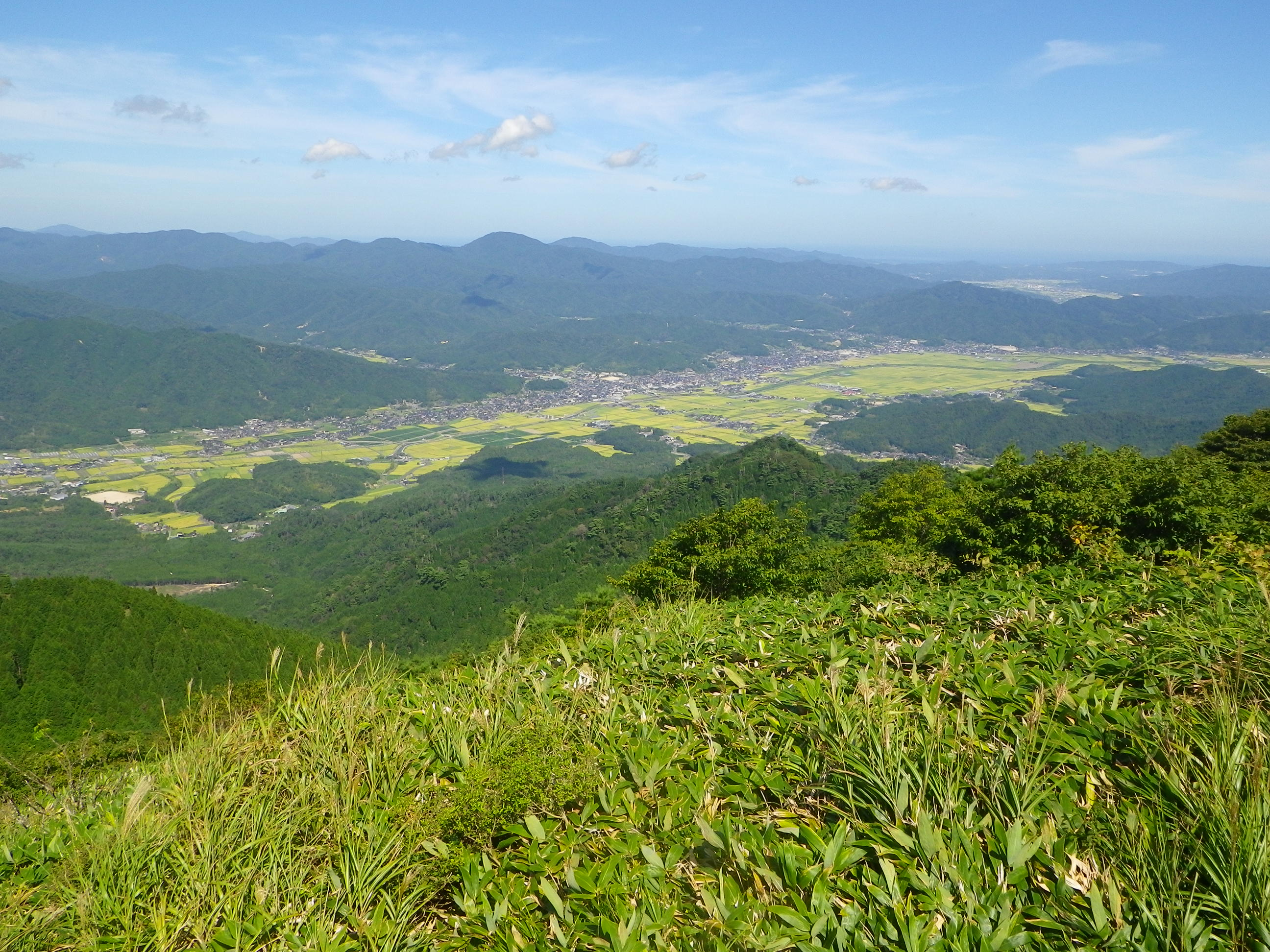
加悦谷

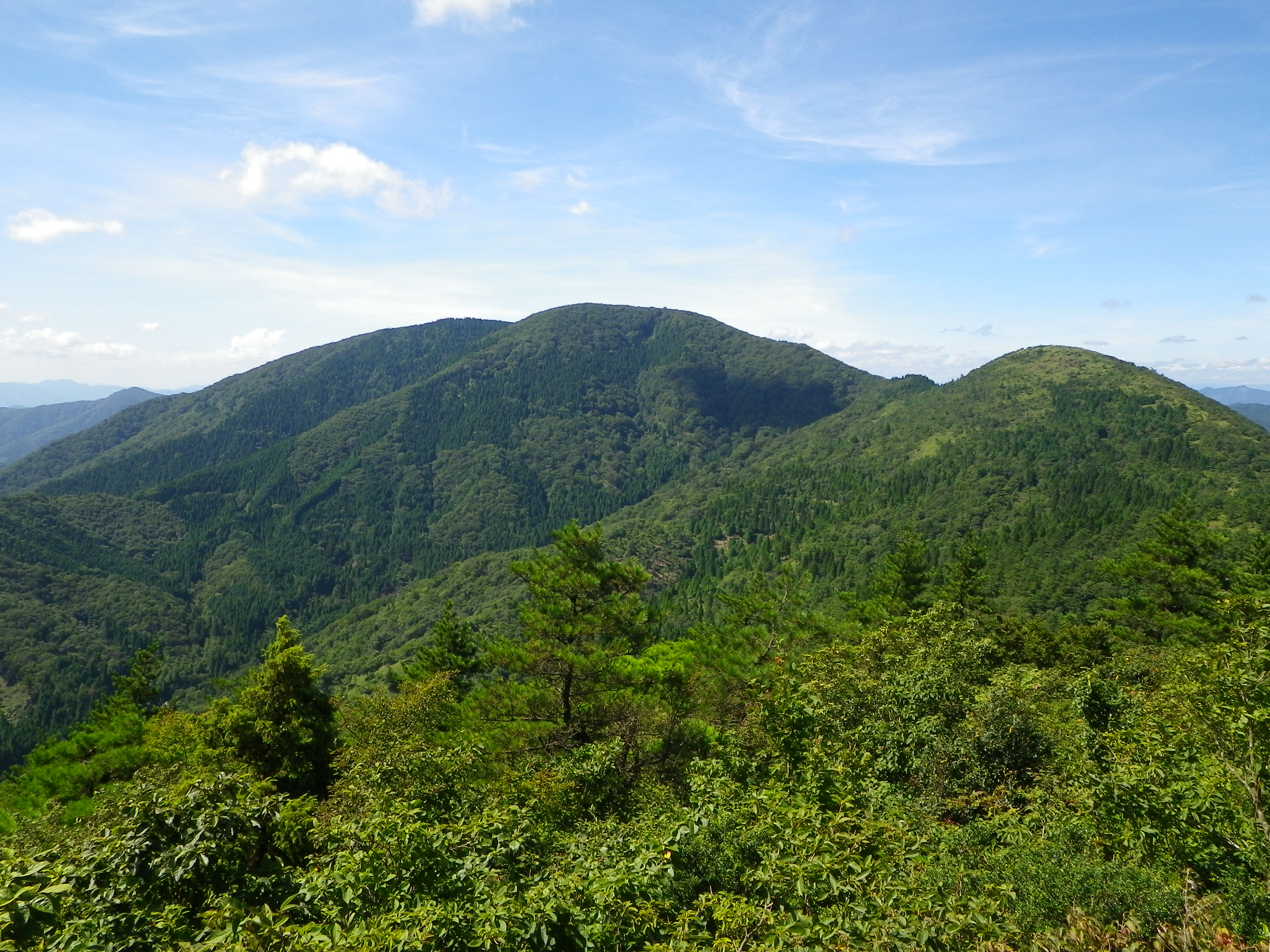
大江山

### 地形
加悦谷と呼ばれる野田川の扇状地に位置する。野田川の水源は町の南方に位置する大江山であり、その山麓にはかつてニッケル鉱山があった。野田川は町域を北流し、天橋立によって宮津湾から隔てられた内海（海跡湖）である阿蘇海に注ぐ。町の北部には成相寺で知られる鼓ヶ岳がそびえる。

#### 山岳
主な山
- 大江山
- 鼓ヶ岳（成相山）

#### 河川
主な川
- 野田川
  - 加悦谷

#### 湖沼
主な湖
- 阿蘇海（海跡湖）

### 気候
日本海側気候で、豪雪地帯となっている。

### 人口
2010年（平成22年）国勢調査より前回調査からの人口増減を見ると5.82%減の23,457人であり、増減率は府下26市町村中19位、36行政区域中29位。
2022年(令和4年）4月現在、20,438人。戦後、第2次ベビーブームが終わるまでは微増で推移していたが、その後、減少が始まっており、社会減によるもの、若年層の転出が多いことが人口減少の要因となっている。2025年（令和7年）には2万人を切り、2045年（令和27年）には12,200人程度になるとみられている。
| |                                          |  |
| 与謝野町と全国の年齢別人口分布（2005年） | 与謝野町の年齢・男女別人口分布（2005年） |  |
| ■紫色 ― 与謝野町 ■緑色 ― 日本全国 | ■青色 ― 男性 ■赤色 ― 女性                |  |
| 与謝野町（に相当する地域）の人口の推移 \| 1970年（昭和45年） \| 28,617人 \| \| \| 1975年（昭和50年） \| 28,618人 \| \| \| 1980年（昭和55年） \| 28,061人 \| \| \| 1985年（昭和60年） \| 27,232人 \| \| \| 1990年（平成2年） \| 26,371人 \| \| \| 1995年（平成7年） \| 25,939人 \| \| \| 2000年（平成12年） \| 25,593人 \| \| \| 2005年（平成17年） \| 24,906人 \| \| \| 2010年（平成22年） \| 23,454人 \| \| \| 2015年（平成27年） \| 21,834人 \| \| \| 2020年（令和2年） \| 20,092人 \| \| |                                          |  |
| 総務省統計局 国勢調査より |                                          |  |
| 1970年（昭和45年） | 28,617人                                 |  |
| 1975年（昭和50年） | 28,618人                                 |  |
| 1980年（昭和55年） | 28,061人                                 |  |
| 1985年（昭和60年） | 27,232人                                 |  |
| 1990年（平成2年） | 26,371人                                 |  |
| 1995年（平成7年） | 25,939人                                 |  |
| 2000年（平成12年） | 25,593人                                 |  |
| 2005年（平成17年） | 24,906人                                 |  |
| 2010年（平成22年） | 23,454人                                 |  |
| 2015年（平成27年） | 21,834人                                 |  |
| 2020年（令和2年） | 20,092人                                 |  |

### 隣接自治体
京都府
- 福知山市 - 南
- 宮津市 - 東・北東
- 京丹後市 - 北

兵庫県
- 豊岡市 - 西

## 歴史

### 近世
安土桃山時代
- 1600年（慶長5年）- 関ヶ原の戦いの戦功により京極高知が丹後一国を徳川家康より与えられる。

### 現代
平成時代
- 2006年（平成18年）3月1日 - 与謝郡加悦町・岩滝町・野田川町の3町が新設合併し発足[2]。

## 政治

### 行政

#### 町長
歴代首長
| 代   | 氏名     | 就任日        | 退任日        | 備考         |
| ---- | -------- | ------------- | ------------- | ------------ |
| 初代 | 太田貴美 | 2006年4月16日 | 2014年4月15日 | 旧野田川町長 |
| 2代  | 山添藤真 | 2014年4月16日 | 現職          |              |

### 議会

#### 町議会
与謝野町議会
定数:16人
町役場を岩滝地域に本庁舎を置き、加悦地域、野田川地域にも各部課を分散して配置する「分庁舎制」が取られている。

## 施設

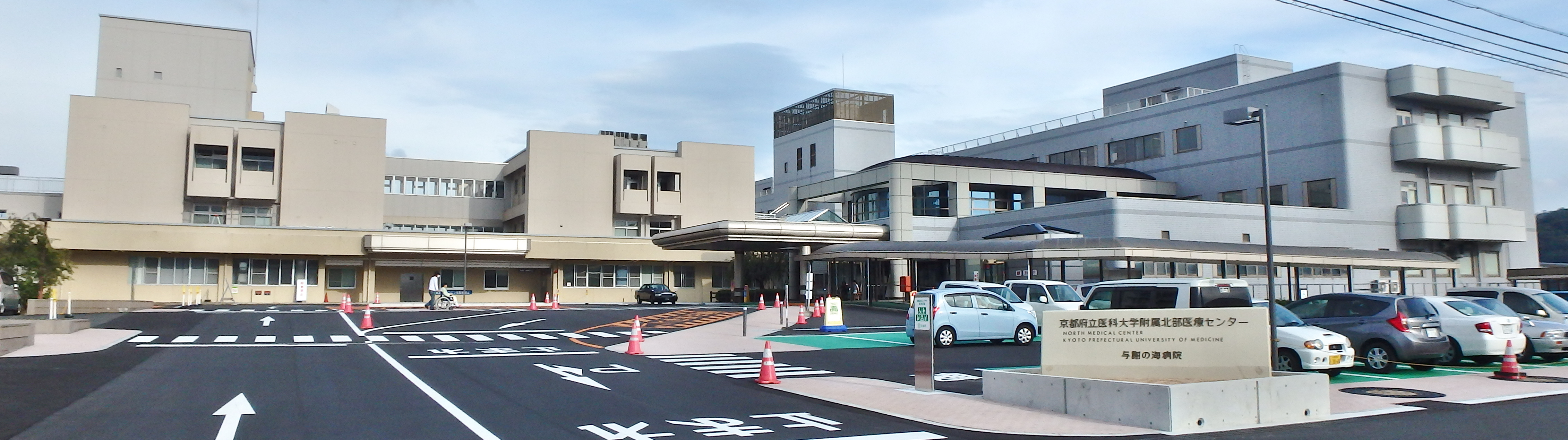
京都府立医科大学附属北部医療センター

### 警察
本部
- 京都府警察 宮津警察署（宮津市）

交番
- 加悦交番（与謝野町加悦）
- 岩滝交番（与謝野町岩滝）
- 野田川交番（与謝野町幾地）

### 消防
本部
- 宮津与謝消防組合

消防署
- 加悦谷分署（与謝郡与謝野町字算所418番地）
- 橋北分署（与謝郡伊根町字日出576番地）

### 医療
主な病院
- 京都府立医科大学附属北部医療センター

主な診療所
- 与謝野町立国民健康保険診療所

### 文化施設
図書館
- 与謝野町立図書館
  - 与謝野町立図書館加悦分室

博物館・資料館
- 加悦鉄道資料館

### 運動施設
- 大江山運動公園

## 対外関係

### 姉妹都市・提携都市
2020年現在、与謝野町との正式な姉妹都市・提携都市は存在しない。
国際交流都市
| 都市名             | 国名                          | 地域名                            | 提携年月日                     |
| ------------------ | ----------------------------- | --------------------------------- | ------------------------------ |
| アベリストウィス市 | イギリス連合王国 ウェールズ国 | ダイフェッド地方 ケレディジョン州 | 1984年（昭和59年）都市交流開始 |

「アバリスツイス」とも呼ばれる。第二次世界大戦の最後の年に旧加悦町（与謝野町の南部）にあった大江山ニッケル鉱山と岩滝地区（現在の与謝野町岩滝と宮津市須津）の日本冶金工業の製錬所で強制労働に従事させられていたウェールズ出身のイギリス軍兵士フランク・エバンスが1984年に再訪し、そこで死亡した連合軍捕虜の慰霊碑を建立したことがきっかけで交流が始まった。このいきさつについてはエバンスが1985年に『"Roll Call at Oeyama P.O.W. Remembers" 大江山の点呼 捕虜は思い出す』という本にまとめて出版した。この本の日本語訳は2009年7月に東京の彩流社から『憎悪と和解の大江山 - あるイギリス兵捕虜の手記』として出版された。 

## 経済

### 産業
農業、織物業（丹後ちりめん）が主な産業。町域は海に接しているが、漁港はない。過去には、大江山鉱山で鉱業も行われていた。

### 第一次産業

#### 農業
主な作物
- 米（コシヒカリなど）
  - 京の豆っこ米 - コシヒカリのうち、「田植え後の本田施肥には化成肥料由来の窒素成分を含む肥料を使用しない」「施肥した窒素量の50%以上が京の豆っこ肥料のものであること」など一定の要件を満たしたもの[6]。
- ポップ（与謝野ホップ）：2015年から生産を開始[7][8]。大手ビールメーカーと資本関係のない独立系の栽培地として、マイクロブルワリーにフレッシュホップを提供し評価されている[7][8]。町としても「ホップのまち」として地域振興を図っている[8]。2024年には地元ホップを用いたブルワリーが開業している[8]。

### 第二次産業

#### 製造業
主な製品
- 織物（丹後ちりめんなど）
- 有機質肥料
  - 京の豆っこ肥料 - おから、米ぬか、魚あらなどの天然素材を原料として作る、与謝野町オリジナルの100%有機質の緩効性肥料[9]。

### 与謝野町に拠点を置く企業

#### 立地企業
- 京都銀行 2支店
- 京都農業協同組合 3支店
- 京都北都信用金庫 3支店
- 京都電線
- フレッシュバザール（さとう） 2店舗
- クスリのアオキ（旧フクヤ） 1店舗
- にしがき 3店舗
- 丹後海陸交通 本社
- まるぜん書店
- ファッションセンターしまむら
- ケーズデンキ
- ココカラファイン
- コメリ 2店舗
- ジャパン
- ゴダイドラッグ 3店舗
- 不二家

#### 誘致企業
- 日本電気化学
- サンフェリエ
- 京都奉製
- 岩崎撚糸
- 大栄製作所
- 富士ウェルテック
- 岩滝化学
- 京とうふ加悦の里
- 宝精密
- ロックファスナー

## 情報・生活

### マスメディア

#### 放送局
テレビ放送
- 与謝野町有線テレビ
- eo光テレビ

### ライフライン

#### 電力
- 関西電力

#### ガス
- 大阪ガス

#### 上下水道
- 京都府営水道

#### 電信
- NTT西日本

## 教育

### 専修学校
府立
- 京都府立看護学校

### 高等学校
府立
- 京都府立宮津天橋高等学校加悦谷学舎（京都府立加悦谷高等学校と同一校舎）

### 中学校
町立
- 与謝野町立江陽中学校 - 野田川地域が校区。
- 与謝野町宮津市中学校組合立橋立中学校 - 岩滝地域の生徒及び宮津市北部（日ヶ谷、養老、世屋、日置、府中地区）及び吉津地区が校区。
- 与謝野町立加悦中学校 - 加悦地域が校区。

### 小学校
町立
| - 加悦地域 - 与謝野町立加悦小学校（加悦・与謝・桑飼地区） | - 野田川地域 - 与謝野町立三河内小学校（三河内地区） - 与謝野町立市場小学校（幾地、四辻、岩屋地区） - 与謝野町立山田小学校（下山田地区） - 与謝野町立石川小学校（石川地区） | - 岩滝地域 - 与謝野町立岩滝小学校（岩滝地区） |

2016年4月、岩屋小（岩屋地区）が市場小に統合され、休校となった。2020年4月、与謝小と桑飼小が加悦小に統合された。
小学校はいずれも建設から30年以上経過しており、老朽化が進行しつつあるが、耐震補強工事が完了している。

### 幼児教育

#### 幼稚園
町立
- 与謝野町立岩滝幼稚園
- 与謝野町立三河内幼稚園

#### 保育所
町立
- 与謝野町立加悦保育園
- 与謝野町立与謝保育園
- 与謝野町立桑飼保育園

### 特別支援学校
府立
- 京都府立与謝の海支援学校

## 交通

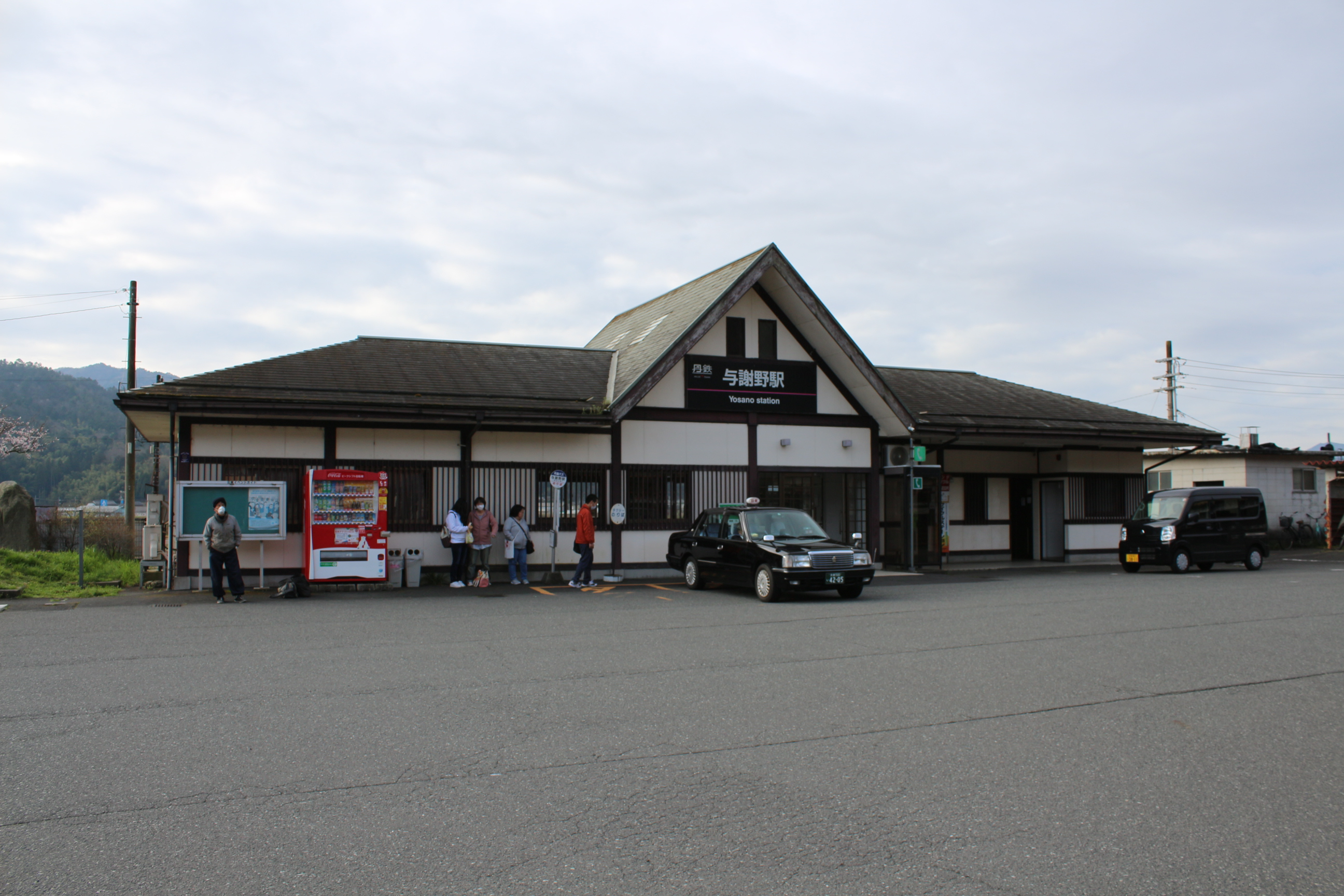
与謝野駅

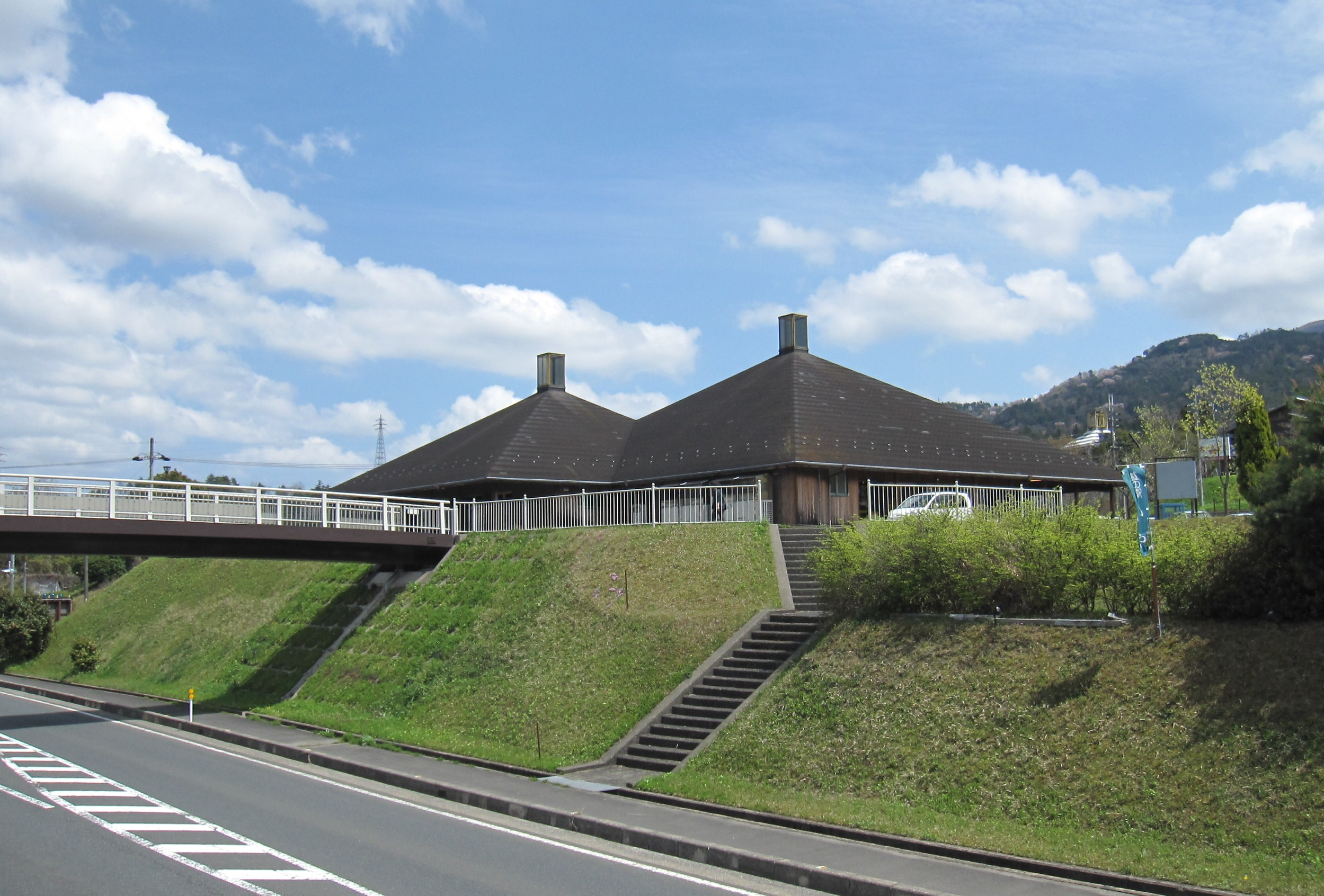
道の駅シルクのまち かや

### 鉄道

#### 鉄道路線
京都丹後鉄道
- 京都丹後鉄道宮豊線：- 与謝野駅 -

岩滝口駅は旧岩滝町の名を冠するが宮津市にある。旧岩滝町民の強い希望により、宮津市に設置された駅の名は岩滝口駅とされた。

### バス

#### 一般路線バス
- 丹海バス
- 与謝野町コミュニティバス 「ひまわり」

#### 高速バス
丹後地域と京都市・大阪市を結ぶ昼行路線が運行されており当町を経由する。いずれも丹後海陸交通が運行するが、大阪線は阪急観光バスとの共同運行である。
- 京都駅・高速長岡京（西山天王山駅） - 岩滝・野田川丹海前
- 梅田（阪急三番街BT）・新大阪駅・千里NT・大阪空港・宝塚IC・西宮北IC - 野田川丹海前

※太字は与謝野町内の停車地。与謝野町外の丹後地域の停車地は省略。

### 乗り合い交通
- よさの乗合交通

### 道路

#### 高速道路
インターチェンジはないが山陰近畿自動車道の与謝天橋立IC - 京丹後大宮IC間の一部が与謝野町を通過している。与謝天橋立ICの所在地は宮津市である。

#### 国道
- 国道176号
  - 加悦谷バイパス
- 国道178号
- 国道312号

#### 府道
主要地方道
- 京都府道・兵庫県道2号宮津養父線
- 京都府道16号宮津野田川線
- 京都府道53号網野岩滝線
- 京都府道76号野田川大宮線

一般府道
- 京都府道608号温江加悦線
- 京都府道613号下地与謝野停車場線
- 京都府道615号弓ノ木岩滝線
- 京都府道626号野田川加悦線
- 京都府道651号大宮岩滝線
- 京都府道・兵庫県道701号加悦但東線
- 兵庫県道・京都府道705号中藤加悦線
- 京都府道803号加悦岩滝自転車道線

### 道の駅
- 道の駅シルクのまち かや

## 観光

### 名所・旧跡
文化財
- 愛宕神社拝殿（宮津城の御殿の玄関を移築したものといわれている）

主な城郭
- 弓木城

主な神社
- 出雲大社巌分祠
- 大虫神社
- 小虫神社
- 天満神社

街道
- ちりめん街道（重要伝統的建造物群保存地区）

その他の史跡
- 古墳公園はにわ資料館（蛭子山古墳・作山古墳群）
- 旧尾藤家住宅（京都府指定有形文化財）

### 観光スポット
- 大江山憩いの広場
- 加悦SL広場
- 加悦鉄道資料館 （旧加悦鉄道加悦駅舎）
- 滝の千年ツバキ公園・加悦椿文化資料館
- 江山文庫
- 加悦工芸の里
- 加悦青少年山の家
- 野田川親水公園
- 丹後ちりめん歴史館
- 雲岩公園

レジャー・宿泊施設
- 大江山運動公園
- 加悦双峰公園
- リフレかやの里
- かや山の家
- 池ケ成キャンプ場
- 野田川フォレストパーク（野田川町森林公園）
  - 京都府野田川ユースセンター
- 大内峠一字観公園
- クアハウス岩滝

## 文化・名物

### 祭事・催事
- 加悦谷祭
- 岩滝祭
- 三河内曳山祭
- 滝の千年ツバキまつり
- 双峰まつり
- 与謝野町文化・工芸の里〜新緑の手仕事展〜
- 大江山一斉登山
- よさの大江山登山マラソン
- 大内峠紅葉まつり
- ちりめん街道まるごとミュージアム
- 加悦SL広場周年祭
- YOSANOオータムフェスティバル
- 与謝野町岩滝大名行列
- 与謝野町ひまわりフェスティバル（旧「ひまわり15万本」、2017年終了）

### 名産・特産
- 丹後ちりめん

## 出身関連著名人

### 出身著名人
- 与謝野礼厳 - 僧侶（歌人与謝野鉄幹の実父、歌人与謝野晶子の義父、政治家与謝野馨の曾祖父）
- 石川五右衛門 - 安土桃山時代の盗賊（諸説ある出生地のうちの1つ）
- 小室信夫 - 実業家・貴族院議員
- 細井和喜蔵 - 文筆家
- 永岡佑 - 俳優
- 西村当子 - 元バレーボール選手（カネボウ所属、全日本代表）
- 糸井嘉男 - 元プロ野球選手（北海道日本ハムファイターズ、オリックス・バファローズ、阪神タイガース所属）
- 木崎良子 - 陸上競技長距離走・マラソン選手（ダイハツ陸上部所属）：2012年ロンドン五輪女子マラソン日本代表
- 西原加純 - 陸上競技中距離走・長距離走（ヤマダ電機陸上部所属）：2015年世界陸上北京大会10000m日本代表
- 一色恭志 - 陸上競技長距離走選手（GMOアスリーツ所属）
- 荻野賢次郎 - プロサッカー選手（アルビレックス新潟シンガポール所属）
- 橋田麻由 - ウエイトリフティング選手（女子58・63・69kg級 元日本記録保持者）
- 矢島舞依 - 歌手